# Hotel Roanoke
El Hotel Roanoke & Conference Center es un hotel histórico ubicado en el vecindario Gainsboro de Roanoke, Virginia. Originalmente construido en 1882, ha sido reconstruido y ampliado muchas veces. El ala central data de 1938. Es actualmente propiedad de Virginia Tech y es operado bajo la marca Curio Collection by Hilton. Se agregó al Registro Nacional de Lugares Históricos en 1996.

## Historia

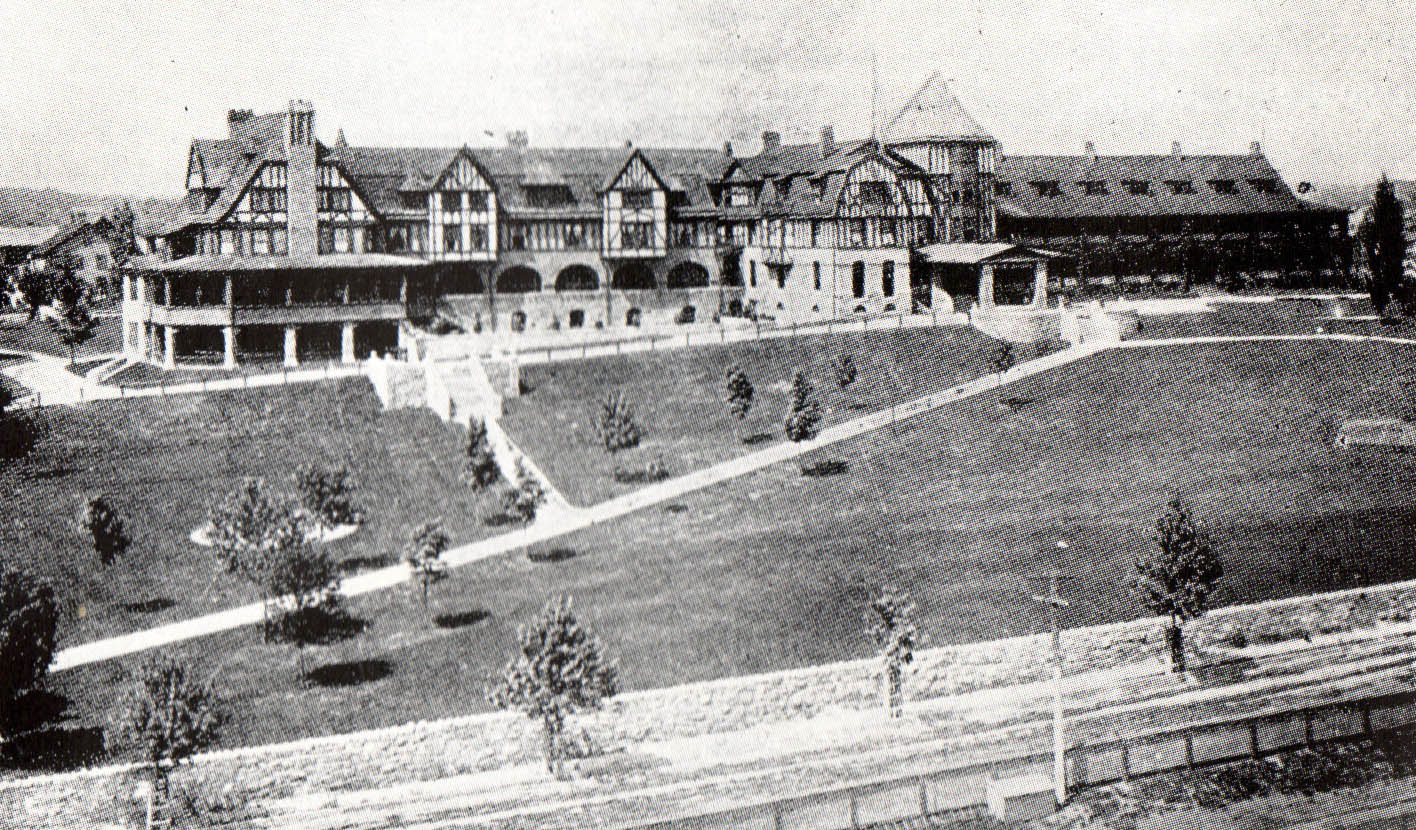
Hotel Roanoke alrededor de 1910. 1890/1898 ala principal a la izquierda, 1882 ala a la derecha

En julio de 1898, se inició un incendio en la cocina que quemó el segundo y tercer piso del ala principal de 1890 y cerró durante varios meses. Fue restaurado y reabierto en enero de 1899. En 1916, la última parte restante de la estructura de 1882 se trasladó a la parte trasera del hotel para que se pudiera agregar una nueva ala en su lugar, en el lado este del hotel, diseñada por la firma Roanoke de Frye and Chesterman. En 1931, el ala original superviviente de 1882 fue demolida y reemplazada. El ala pequeña de 1931, en la parte trasera del hotel actual, es la parte más antigua que se conserva de la estructura.
Se transformó por completo en 1938, cuando el ala principal de 1890/1898 fue demolida y reemplazada por el ala central que se encuentra hoy, con su torre y el vestíbulo del hotel y las salas públicas. La nueva ala principal fue diseñada por Knut W. Lind, de la firma neoyorquina de George B. Post and Sons, reconocida por sus diseños de hoteles en todo el país. En 1946, el ala este de 1916 fue demolida y reemplazada por un ala más grande diseñada por Small, Smith and Reeb, de Cleveland, Ohio. En 1954, la misma firma diseñó una pequeña adición en la parte trasera del ala principal de 1938, lo que le dio al hotel su forma actual.
En 1983, los empleados se declararon en huelga durante 6 meses después de que fracasaran las negociaciones sindicales. Después de que concluyó la huelga, el hotel se negó a retirar a 36 de los trabajadores en huelga, pero se le ordenó reincorporarlos cuando la Junta Nacional de Relaciones Laborales determinó que su despido violaba la ley laboral.
En 1989, Norfolk Southern traspasó al Instituto Politécnico y la Universidad Estatal de Virginia (Virginia Tech) por $ 65,000 (USD). Después de la ceremonia de arriado de bandera el 30 de noviembre, fue cerrado. La venta de los contenidos comenzó y continuó durante 17 días.
En 1992, se lanzó la campaña "Renovar Roanoke" para recaudar suficiente dinero para reabrirlo. Virginia Tech había fijado como fecha límite el 31 de diciembre de 1992 para tener suficiente dinero. A fines del otoño, a la campaña todavía le faltaba $ 1 millón. En una recaudación de fondos navideña sin precedentes, la campaña tuvo éxito y recaudó $5,006 millones. Norfolk Southern luego donó $ 2 millones adicionales; 30 veces lo que recibió por el hotel. El Hotel Roanoke fue completamente remodelado y restaurado a un costo de $ 28 millones y se construyó un nuevo centro de conferencias de $ 13 millones justo al lado. También se construyó un puente peatonal sobre las vías del tren de Norfolk Southern para conectar el hotel y el centro de conferencias con el centro de Roanoke, cerca de la Torre Wachovia. Reabrió sus puertas el 3 de abril de 1995, gestionado por la cadena DoubleTree.
La antigua estación de tren de pasajeros histórica de Roanoke se construyó frente al hotel. En 2004, se convirtió en un museo dedicado a la fotografía de O. Winston Link, además de albergar la Oficina de Convenciones y Visitantes del Valle de Roanoke.
El 28 de febrero de 2016, The Hotel Roanoke & Conference Center se transfirió dentro de Hilton de DoubleTree a la marca Curio Collection by Hilton.

## Huéspedes famosos
Además de albergar muchas convenciones, también ha tenido varios huéspedes famosos, entre ellos:
- Dwight Eisenhower
- Richard Nixon
- Gerald Ford
- Jimmy Carter
- Ronald Reagan
- George HW Bush
- Douglas MacArthur
- Mahalia Jackson
- Aerosmith
- Spiro Agnew
- Dick Cheney
- Hilary Duff
- Jerry Seinfeld
- Ric Flair
- Shania Twain
- George Takei
- Kevin Hart
- Tom Osborne
- Henry Ford
- Thomas Edison
- Harvey Firestone[7]
- Wayne Newton[8]
- Juan Burroughs[9]